# Boszorkánykonyha
A Boszorkánykonyha (eredeti cím: Foreign Correspondent) 1940-ben bemutatott amerikai fekete-fehér thrillerfilm Alfred Hitchcock rendezésében.

## Cselekménye
Jones amerikai újságírót lapja 1939 elején Európába küldi, hogy tudósítson az esetleges világháború lehetőségéről. Londonban véletlenül találkozik egy idős holland professzorral, aki fontos titkokat tud.
Egy merénylet után, melynek során a professzor hasonmását megölik, a professzort német kémek rabolják el Hollandiában. Jones egy fiatal lány (Laraine Day) és annak ismerőse segítségével siet a felkutatására, és egy szélmalomig követi a merénylőt, ahol kihallgatja a beszélgetésüket és az elrabolt professzorral is találkozik, azonban őt nem tudja kiszabadítani, mert addigra az elrablói elkábították. Jonest szállodai szobájában egy nyomozó és egy rendőr keresik fel és be akarják kísérni a kapitányságra, hogy kihallgassák az elrablással kapcsolatban. Mire ugyanis a rendőrség kiért a szélmalomhoz, az elrablóknak és a professzornak hűlt helyét találják. Jones gyanút fog és a fürdőszoba ablakán át egy másik szállodai szobába mászik be, ahol történetesen a lány lakik. A lány eleinte nem akar hinni neki, de hamarosan együtt menekülnek el. Az Angliába tartó hajó fedélzetén szerelmet vallanak egymásnak.
A lány apja (Herbert Marshall) egy pacifista szervezet elnöke Angliában, politikus, de valójában Németországot tekinti hazájának, a professzor elleni merénylet szervezése mögött is ő áll. Jones mellé egy magándetektívet ajánl, azzal a titkos céllal, hogy az megölje Jonest. Azonban a detektív zuhan ki egy magas torony tetejéről, amikor le akarta onnan taszítani Jonest. A professzort megpróbálják fényszórókkal és hangos zenével kínozni, majd testi erőszakot alkalmaznak ellene. Az idős ember ekkor elmondja nekik, hogy mi volt a titkos záradék tartalma. Hamarosan kitör a második világháború.
Egy tengeri repülőjáraton a „pacifista” politikus és lánya, valamint Jones utaznak Amerika felé. Az apa bevallja lányának, hogy elárulta Angliát, most ezért menekül el. Egy német hadihajó ágyúval lövéseket ad le a repülőgépre, ami hamarosan lezuhan, a vízbe esik és a szárnyai leválnak, majd a gép elsüllyed. Néhány megmaradt utas a gép szárnyán helyezkedik el. Szóba kerül, hogy túl sokan vannak, és a szárny is elsüllyedhet. Emiatt-e, vagy menekülési szándékkal, a politikus a vízbe csúszik. Jones és egy másik férfi utánaugranak, hogy kimentsék, de nem találják. Hamarosan egy amerikai hajó kimenti őket a vízből és visszaviszi őket Londonba.
Jones Londonban lelkesítő beszédet tart a rádióban, miközben bombák hullanak az égből és a villany kialszik.

## A film készítése

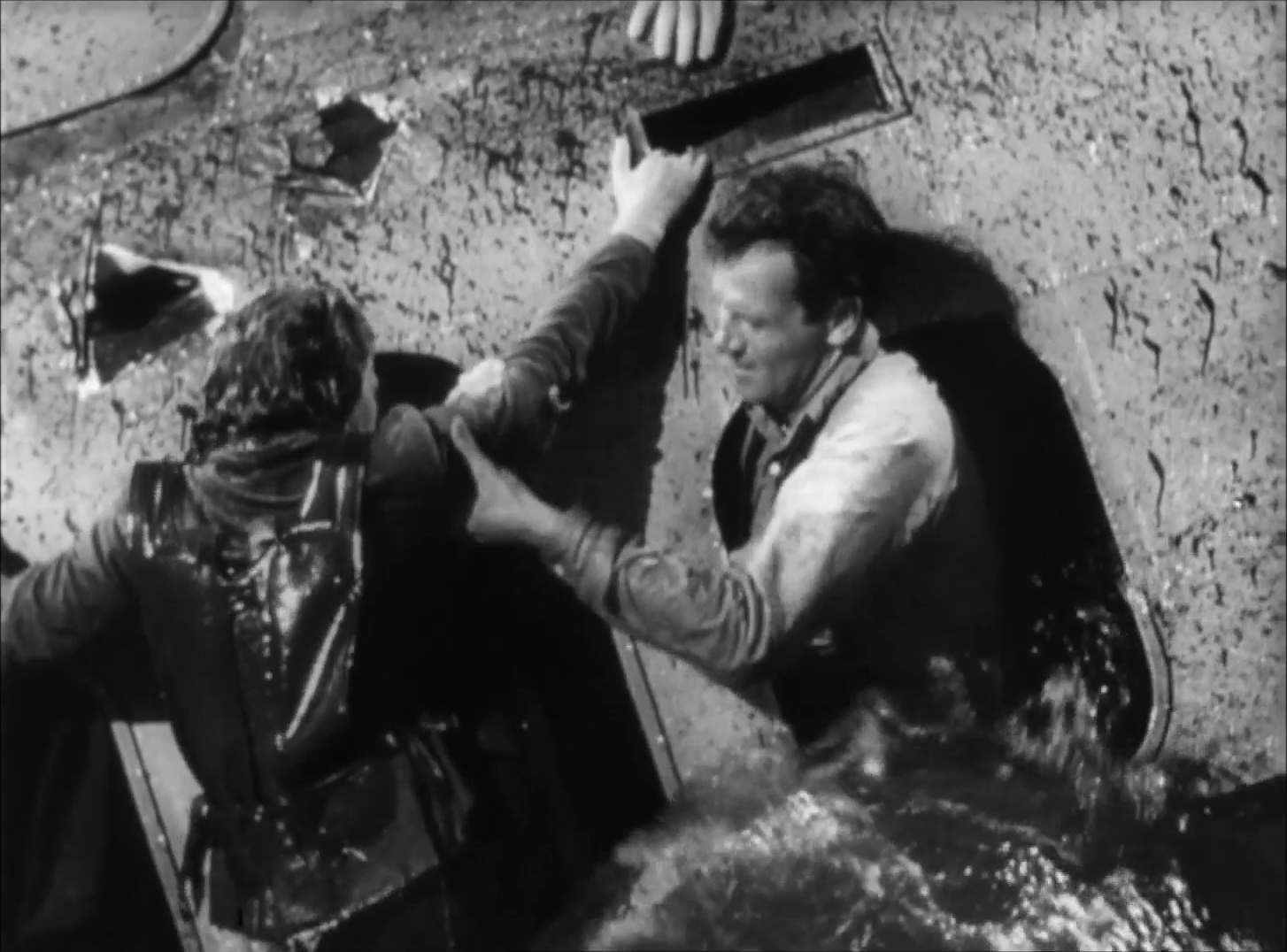
A repülőgép-baleset utáni mentés

A Boszorkánykonyha végén egy repülőgép zuhan az óceánba. A pilóták nem tudják már megakadályozni a balesetet, a tenger egyre közeledik, a kamera a két pilóta között vállmagasságban láttatja a zuhanást. Ekkor, mindenfajta vágás nélkül a gép belezuhan a tengerbe, két ember megfullad, s mindez ugyanabban a beállításban. Hitchcock úgy oldotta meg ezt a felvételt, hogy csináltatott kemény anyagból a háttérvetítéshez egy átlátszó vásznat és a mögött a vászon mögött egy nagy víztartályt helyezett el. Forgott a háttérvetítés, a repülő már zuhant, és mikor a képen elérte a vizet, gombnyomásra a háttérvászon szétnyílt a víz súlya alatt. A nagy tömegű víz hatására nem lehetett észrevenni a szétrepedt vásznat.
A filmben fontos volt, hogy a repülő még azelőtt darabokra törjön, mielőtt a vízbe merül, és már akkor leszakadjanak a szárnyai, amikor a két ember még benne van. Egy óriási medencébe síneket helyeztek el, a repülő ezen a sínen jött egy pontig, a szárnya meg egy másik sínen, merőlegesen.

## Szereplők

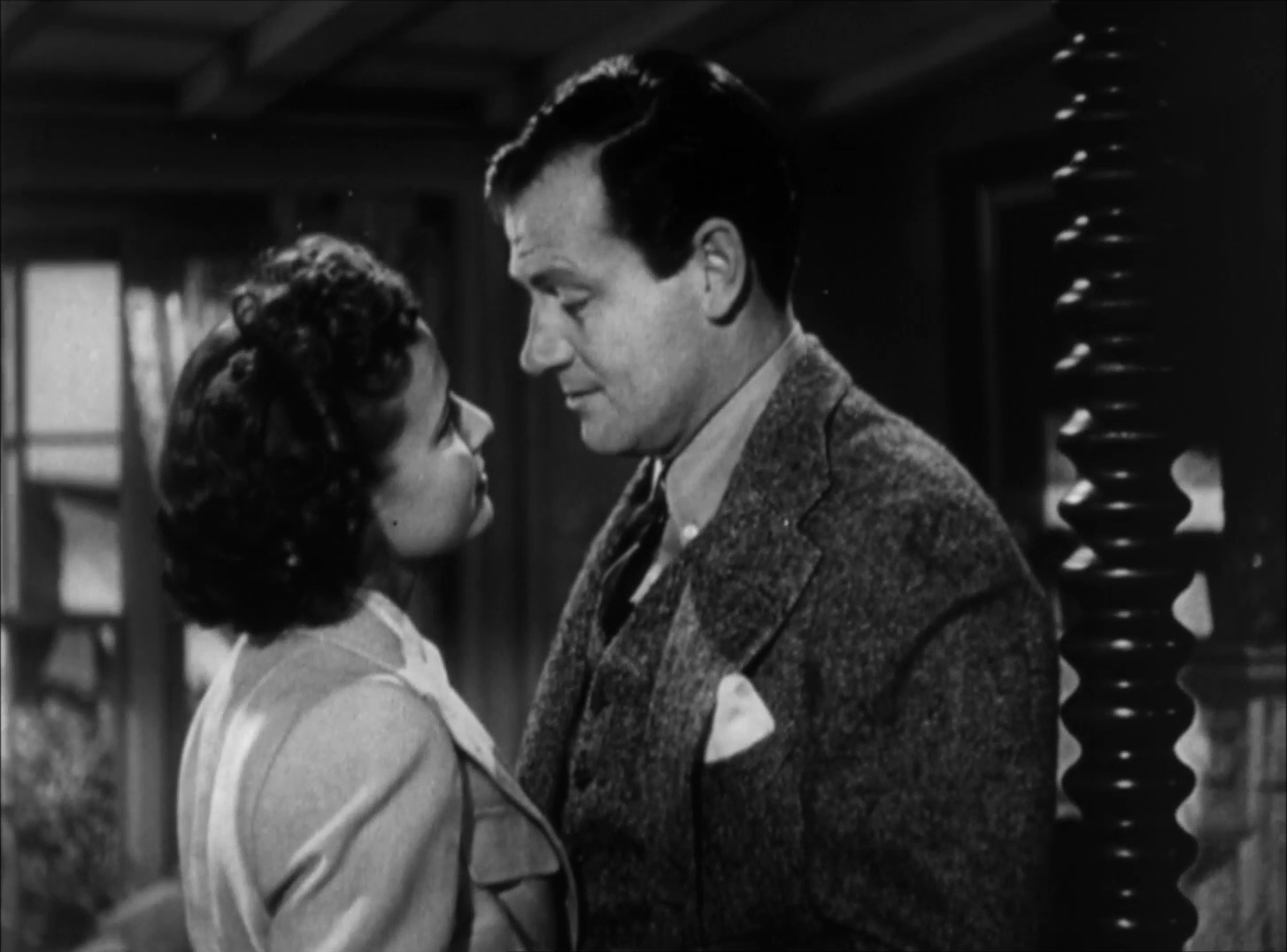
A főszereplők

- Joel McCrea (Koroknay Géza) – John Jones, tudósító
- George Sanders (Varga T. József) – Scott Folliott
- Laraine Day (Borbás Gabi) – Carol Fisher, a lány
- Herbert Marshall (Verebes Károly) – Stephen Fisher, a lány apja
- Albert Bassermann (Szabó Ottó) – Van Meer
- Robert Benchley (Miklósy György) – Stebbins
- Edmund Gwenn (Surányi Imre) – Rowley
- Eduardo Ciannelli (?) – Mr. Krug
- Harry Davenport (Gera Zoltán) – Mr. Powers, az újság főszerkesztője
- Martin Kosleck (?) – csavargó
- Frances Carson (?) – Mrs. Sprague
- Ian Wolfe (Versényi László) – Stiles
- Charles Wagenheim (?) – merénylő
- Eddie Conrad (?) – lett vendég
- Charles Halton (?) – Bradley
- Barbara Pepper (?) – Dorine
- Emory Parnell (?) – "Mohican" Captain
- Roy Gordon (?) – Mr. Brood
- Gertrude Hoffman (?) – Mrs. Benson
- Marten Lamont (?) – kapitány
- Barry Bernard (?) – utaskísérő
- Joan Leslie (Csere Ágnes) – Jones húga
- Ferris Taylor (Horkai János) – Jones apja
- Dorothy Vaughan (Győri Ilona) – Jones anyja